# Hádžípur
Hádžípur (hindsky हाजीपुर) je město v Biháru, jednom z indických svazových států. V roce 2011 v něm žilo přes 147 tisíc obyvatel.

## Poloha a doprava
Hádžípur leží na levém, východním břehu Gandaku přibližně deset kilometrů severně od Patny, hlavního města Biháru, od které je oddělen tokem Gangy. Z Hádžípuru do Patny vede přes Gangu přes 5,5 kilometrů dlouhý most Mahátmy Gándhího.

## Obyvatelstvo
Přibližně 85 % obyvatelstva vyznává hinduismus a bezmála 14 % vyznává islám.